# Geelgerande draaitor
De geelgerande draaitor (Aulonogyrus concinnus) is een keversoort uit de familie van schrijvertjes (Gyrinidae). De wetenschappelijke naam van de soort is voor het eerst geldig gepubliceerd in 1834 door Klug in Ehrenberg.